# The Breathless Moment
The Breathless Moment er en amerikansk stumfilm fra 1924 af Robert F. Hill.

## Medvirkende
- William Desmond som Billy Carson
- Charlotte Merriam som June Smart
- Alfred Fisher som David Smart
- Robert Homans som Quinn
- Lucille Hutton som Mildred Day
- John Steppling som Banker Day
- Margaret Cullington som Evangeline Clementine Jones
- Harry von Meter som Tricks Kennedy
- Al Hart som Dan Cassidy